# Național FM
Național FM este un post de radio românesc, lansat pe 2 august 2004 și deținută de frații Ioan și Viorel Micula. Pe lângă acest post FM, cei doi mai au în trustul de presă Centrul Național Media, cu posturile Național TV, Național 24 Plus, Favorit TV și ziarul Realitatea Românească.

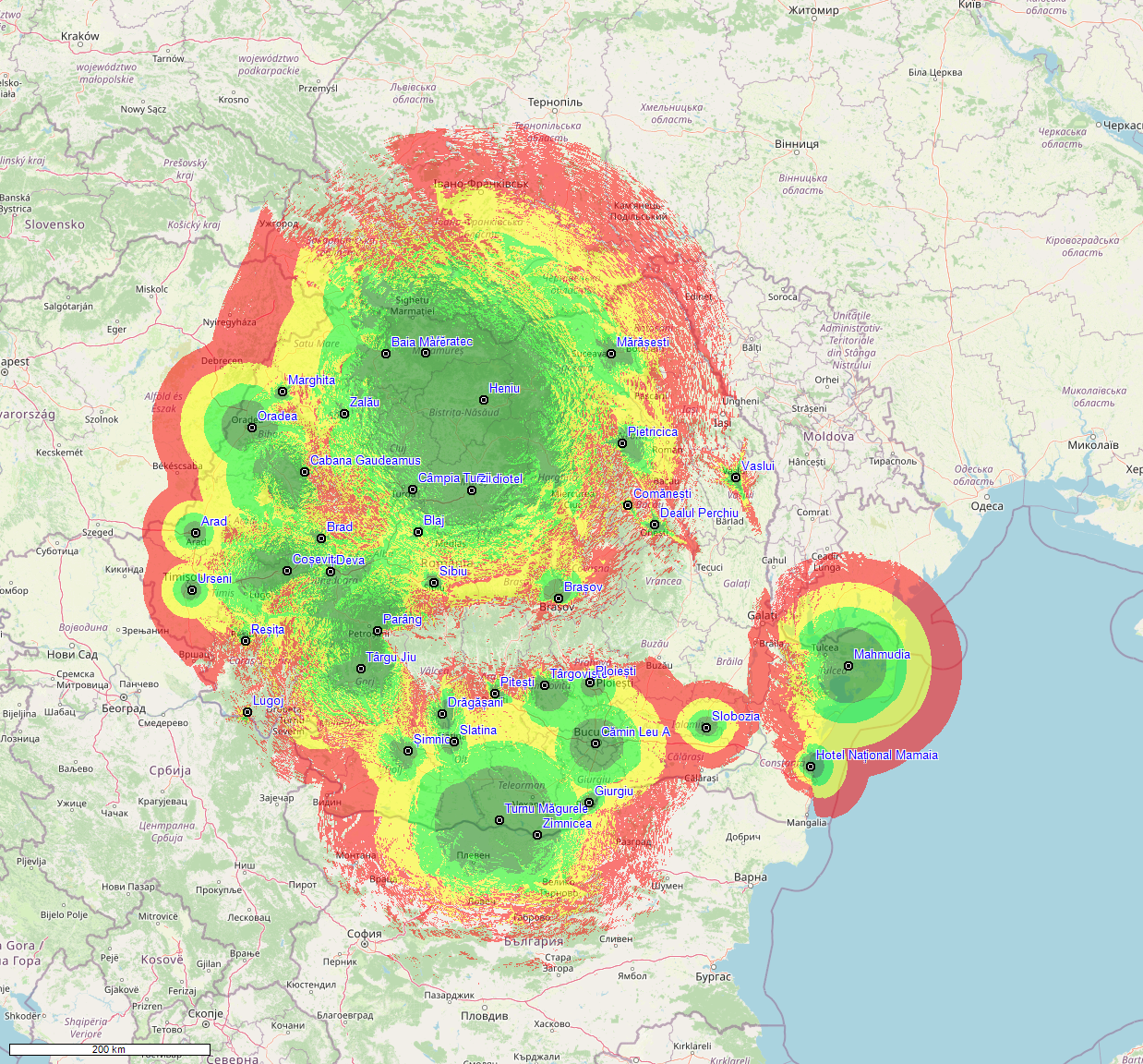
Acoperire aproximativă a semnalului Național FM.
Recepționat de orice receiver în zonă
Recepționat bine de un receiver slab al mașinii
Recepționat bine de un receiver puternic al mașinii / de un receiver slab al mașinii (dar cu probleme)
Recepționat de un receiver puternic al mașinii (dar cu probleme)

     Recepționat de orice receiver în zonă
     Recepționat bine de un receiver slab al mașinii
     Recepționat bine de un receiver puternic al mașinii / de un receiver slab al mașinii (dar cu probleme)
     Recepționat de un receiver puternic al mașinii (dar cu probleme)

## Acoperire
Național FM are o rețea națională de radio, cu o acoperire pe 60% din teritoriul României, deținând frecvențe (tabelul alăturat) de mare putere, pe site-urile SNR Radiocom.
| Oraș           | Frecvență |
| -------------- | --------- |
| București      | 91,7 FM   |
| Arad           | 95,5 FM   |
| Baia Mare      | 107,4 FM  |
| Beiuș          | 99,9 FM   |
| Blaj           | 99,4 FM   |
| Brad           | 101,2 FM  |
| Brașov         | 95,8 FM   |
| Câmpia Turzii  | 98,2 FM   |
| Comănești      | 95,1 FM   |
| Constanța      | 94,2 FM   |
| Craiova        | 107,6 FM  |
| Deva           | 107 FM    |
| Drăgășani      | 98,6 FM   |
| Giurgiu        | 107,1 FM  |
| Lugoj          | 95,5 FM   |
| Marghita       | 95,8 FM   |
| Onești         | 97,5 FM   |
| Oradea         | 107 FM    |
| Piatra Neamț   | 100,7 FM  |
| Pitești        | 107,2 FM  |
| Ploiești       | 100,8 FM  |
| Reșița         | 97,9 FM   |
| Sibiu          | 87,8 FM   |
| Slatina        | 107,4 FM  |
| Slobozia       | 88,9 FM   |
| Suceava        | 90,4 FM   |
| Târgoviște     | 89,2 FM   |
| Târgu Jiu      | 102,2 FM  |
| Timișoara      | 96,1 FM   |
| Turnu Măgurele | 90,7 FM   |
| Vaslui         | 89,2 FM   |
| Zalău          | 95,8 FM   |
| Zimnicea       | 94 FM     |

## Muzică
Național FM difuzează 24/24 muzica veche a artiștilor români din septembrie 2009, după cum urmează:
- Dimineața, până în ora 7:00, este perioada muzicii populare și a celei lăutărești.
- Între 7:00 și 21:00, alte genuri de muzică românească — rock, pop etc.
- După 21:00, revine muzica populară.
- Matinalul este facut de Mihai Găinușă și Oana Paraschiv între orele 7:00 și 10:00, urmează Denis Ciulinaru între orele 10:00 și 13:00, George Neagu este pe frecvență de la 13:00 la 16:00, iar de la 16:00 pana la 19:00 este Daniela Cap.